# بوب أباتي
بوب أباتي هو مدرب رياضي كندي، ولد في 25 نوفمبر 1893، وتوفي في 23 يناير 1981.